# ST Геркулеса
ST Геркулеса (лат. ST Herculis, HD 142143) — двойная звезда в созвездии Геркулеса на расстоянии приблизительно 884 световых лет (около 271 парсек) от Солнца. Видимая звёздная величина звезды — от +10,3m до +8,8m.

## Характеристики
Первый компонент — красный гигант, пульсирующая полуправильная переменная S-звезда типа SRB (SRB) спектрального класса M0, или M6S*, или M6S-M7SIII, или M6-7IIIaS, или M6-7III, или M6,5III, или M7, или Mc. Масса — около 0,707 солнечной, радиус — около 512,651 солнечного, светимость — около 4000 солнечной. Эффективная температура — около 3296 K.
Второй компонент — красный карлик спектрального класса M. Масса — около 129,58 юпитерианской (0,1237 солнечной). Удалён в среднем на 1,332 а.е..